# Benedikt Schmier
Benedikt Schmier OSB (* 5. Januar 1682 in Grönenbach; † 28. Juni 1744 in Eldern bei Ottobeuren) war ein deutscher Benediktiner und Autor. Er war Professor der Philosophie und Professor des kanonischen Rechts.

## Leben
Johannes Schmier legte am 9. November 1700 sein Ordensgelübde bei den Benediktinern im Kloster Ottobeuren ab und nahm den Ordensnamen Benedikt an. Seine Primiz feierte er am 10. August 1706. Im Kloster versah er danach verschiedene Ämter, bevor er 1713 Professor der Philosophie in Salzburg wurde. Von 1709 bis 1715 war er Prokanzler der Universität Salzburg. Die Titel des Dr. theol. erwarb er 1714, den des Dr. iuris im Jahr 1715 zusammen mit der Professur des kanonischen Rechts. Von 1720 bis 1721 war er Dekan der Juristischen Fakultät. 1721 wurde er weiterhin Professor der Theologie. Von 1724 bis 1725 war er Prior im Priorat St. Johann in Feldkirch. Seine Stellung in Salzburg tauschte er 1733 mit der Position des Superior in Eldern. Der Erzbischof von Salzburg ernannte ihn zum Geistlichen, der Fürstabt von Kempten zum Geheimrat. Er war der jüngere Bruder des Benediktiners Franz Schmier.

## Werke
- Philosophia quadripartita, Salzburg, 1714
- Fundamentum et vertex universi iuris canonici, Salzburg
- Sacrosanctae ecclesiae in genere cum suis praerogativis tractatu iuridico circumornatae (Rechtsverhältnisse der Kirchen: Stiftung, Immunität, Veräußerung, Privilegien bezüglich der Verjährung usw.), Salzburg, 1717
- Sacratissimus ordo episcoporum cum ecclesiis cathedralibus, canonicatibus et sacris officiis, Salzburg, 1718
- De potestate clavium in distribuendis ex thesauro ecclesiae indulgentiis … cum annexo de jubileis tractatu, Salzburg, 1726, 1729
- De potestate clavium in concedendis jubileis universalibus tam ordinariis quam extraordinariis, nec non de facultatibus eorum accessoriis, 1729
- Potestas clavium fori interni cum virtute et sacros. poenitentiae, Salzburg, 1729
- Sacra theologia scholastico – polemica – practica, tractatus viginti novem complectens, Augsburg, 1737